# Circoscrizione elettorale Piemonte (Regno d'Italia)
La circoscrizione elettorale Piemonte è stata una circoscrizione elettorale di lista del Regno d'Italia per l'elezione della Camera dei deputati.

## Storia
La circoscrizione fu creata con l'istituzione del collegio unico nazionale tramite regio decreto del 13 dicembre 1923, n. 2694.
Sulla base del censimento della popolazione del 1921, alla circoscrizione vennero assegnati 47 deputati (31 per la lista prevalente e 16 per le liste di minoranza) rispetto ai 56 stabiliti per le corrispondenti province fino alle elezioni del 1921.
La circoscrizione fu abolita con legge 15 febbraio 1925, n. 122.
| Legislature     | VIII | IX   | X    | XI   | XII  | XIII | XIV  | XV   | XVI  | XVII | XVIII | XIX  | XX   | XXI  | XXII | XXIII | XXIV | XXV  | XXVI | XXVII | XXVIII | XXIX | XXX  |
| --------------- | ---- | ---- | ---- | ---- | ---- | ---- | ---- | ---- | ---- | ---- | ----- | ---- | ---- | ---- | ---- | ----- | ---- | ---- | ---- | ----- | ------ | ---- | ---- |
| Elezioni        | 1861 | 1865 | 1867 | 1870 | 1874 | 1876 | 1880 | 1882 | 1886 | 1890 | 1892  | 1895 | 1897 | 1900 | 1904 | 1909  | 1913 | 1919 | 1921 | 1924  | 1929   | 1934 | 1939 |
| Deputati eletti |      |      |      |      |      |      |      |      |      |      |       |      |      |      |      |       |      |      |      | 47    |        |      |      |
|                 |      |      |      |      |      |      |      |      |      |      |       |      |      |      |      |       |      |      |      |       |        |      |      |
| Totale eletti   | 443  | 493  | 493  | 508  | 508  | 508  | 508  | 508  | 508  | 508  | 508   | 508  | 508  | 508  | 508  | 508   | 508  | 508  | 535  | 535   | 400    | 400  |      |
| Numero collegi  | 443  | 493  | 493  | 508  | 508  | 508  | 508  | 135  | 135  | 135  | 508   | 508  | 508  | 508  | 508  | 508   | 508  | 54   | 40   | 15    | 1      | 1    |      |

## Territorio
Comprendeva le province di Alessandria, Cuneo, Novara e Torino e aveva come capoluogo Torino.

## Dati elettorali
| Partito                            | Partito                            | Risultati 6 aprile 1924 | Risultati 6 aprile 1924 | Risultati 6 aprile 1924 | Seggi | Seggi |
| Partito                            | Partito                            | Voti                    | %                       | ±                       | Num   | ±     |
| ---------------------------------- | ---------------------------------- | ----------------------- | ----------------------- | ----------------------- | ----- | ----- |
|                                    | Nazionale                          | 265 823                 | 45,02                   | n.d.                    | 31    | n.d.  |
|                                    | Popolare                           | 62 661                  | 10,61                   | n.d.                    | 3     | n.d.  |
|                                    | Liberale                           | 58 681                  | 9,94                    | n.d.                    | 3     | n.d.  |
|                                    | Partito dei Contadini              | 57 938                  | 9,81                    | n.d.                    | 3     | n.d.  |
|                                    | Socialista unitario                | 50 117                  | 8,49                    | n.d.                    | 3     | n.d.  |
|                                    | Comunista                          | 41 059                  | 6,95                    | n.d.                    | 2     | n.d.  |
|                                    | Socialista massimalista            | 39 893                  | 6,76                    | n.d.                    | 2     | n.d.  |
|                                    | Opposizione costituzionale         | 9 367                   | 1,59                    | n.d.                    | 0     | n.d.  |
|                                    | Fascisti dissidenti                | 4 890                   | 0,83                    | n.d.                    | 0     | n.d.  |
|                                    |                                    |                         |                         |                         |       |       |
| Iscritti                           | Iscritti                           | 1 197 561               | 100,00                  |                         |       |       |
| ↳ Votanti (% su iscritti)          | ↳ Votanti (% su iscritti)          | 645 900                 | 53,93                   | n.d.                    |       |       |
| ↳ Voti validi (% su votanti)       | ↳ Voti validi (% su votanti)       | 590 429                 | 91,41                   |                         |       |       |
| ↳ Schede non valide (% su votanti) | ↳ Schede non valide (% su votanti) | 55 471                  | 8,59                    |                         |       |       |
| ↳ Astenuti (% su iscritti)         | ↳ Astenuti (% su iscritti)         | 551 661                 | 46,07                   |                         |       |       |

|  | Giovanni Alice                 |  | Pietro Carlo Nestore Mecco |  | Federico Marconcini     |
|  | Domenico Bagnasco              |  | Gino Olivetti              |  | Vittorio Buratti        |
|  | Amedeo Belloni                 |  | Roberto Olmo               |  | Giovanni Giolitti       |
|  | Daniele Bertacchi              |  | Orazio Pedrazzi            |  | Egidio Fazio            |
|  | Battista Boido                 |  | Paolino Pellanda           |  | Marcello Soleri         |
|  | Vincenzo Buronzo               |  | Livio Pivano               |  | Urbano Benigno Prunotto |
|  | Vittorio Cian                  |  | Gian Giacomo Ponti         |  | Giacomo Scotti          |
|  | Gastone Di Mirafiori Guerrieri |  | Francesco Prinetti         |  | Enrico Insabato         |
|  | Roberto Forni                  |  | Carlo Alberto Quilico      |  | Bruno Buozzi            |
|  | Bruno Gemelli                  |  | Gian Battista Rebora       |  | Giulio Casalini         |
|  | Romano Gianotti                |  | Cesare Rossi di Montelera  |  | Oddino Morgari          |
|  | Mario Gioda                    |  | Pier Benvenuto Rossi       |  | Arturo Bendini          |
|  | Giovanni Battista Imberti      |  | Aldo Rossini               |  | Fabrizio Maffi          |
|  | Arturo Marescalchi             |  | Edoardo Torre              |  | Giuseppe Romita         |
|  | Giuseppe Mazzini               |  | Guido Viale                |  | Filippo Amedeo          |
|  | Ettore Mazzucco                |  | Giovanni Battista Bertone  |  |                         |